# نواة مقوسة

النواة المقوسة باللون الأزرق متوسط الغمق، في الوسط فوق الغدة النخامية.

النواة المقوسة أو القوسية (بالإنجليزية: Arcuate nucleus) وتعرف كذلك باسم النواة الوطائية المقوسة هي تجمع للعصبونات في الجزء الوسط-سفلي لتحت المهاد، وهي مجاورة للبطين الثالث والبارزة الناصفة. تشمل النواة المقوسة العديد من جمهرات العصبونات المتنوعة التي تساعد على إنجاز مختلف الوظائف العصبية الصماوية والفيسيولوجية مثل: العصبونات العصبية الصماوية، العصبونات الممتدة مركزيا، والخلايا النجمية. جمهرات العصبونات المتواجدة في النواة المقوسة مبنية على الهرمونات التي تفرزها أو تتفاعل معها وهي مسؤولة عن وظيفة تحت المهاد مثل: تنظيم الهرمونات المحررة من الغدة النخامية أو إفراز هرموناتها الخاصة. العصبونات في هذه المنطقة مسؤولة أيضا على تكامل المعلومة وتوفير مدخلات لأنوية أخرى في تحت المهاد أو مُدخلات لمناطق خارج هذه المنطقة من الدماغ.
هذه العصبونات المولَّدة من الجزء البطني من الظهارة المحيطة بالبطين أثناء التخلق الجنيني -المتموضعة ظهريا في تحت المهاد- تصبح جزءا من الوسط-ظهري لمنطقة تحت المهاد. تعتمد وظيفة النواة المقوسة على تنوع عصبوناتها لكن لوظيفتها الأساسية دور في الاستتباب. للنواة المقوسة عدة أدوار فيسيولوجية لها علاقة بتناول الطعام، الأيض، الخصوبة والتنظيم القلبي الوعائي.